# Gare de Slitu
La gare de Slitu est une gare ferroviaire norvégienne de la ligne d'Østfold (Østre linje), située sur le territoire de la commune d'Eisberg dans le comté d'Østfold.
Mise en service en 1882, c'est une halte voyageurs de la Norges Statsbaner (NSB). Elle est distante de 59,33 km d'Oslo. 

## Situation ferroviaire
La gare de Slitu se situe entre les gares d'Askim et de Mysen.

## Histoire
La gare fut mise en service lorsque la ligne de l'est reliant Ski - Mysen - Sarpsborg fut achevée en 1882 . La gare a été rétrogradée au rang de halte ferroviaire en 1991.

## Service des voyageurs

### Accueil
C'est une gare sans personnel mais disposant d'abris pour les voyageurs.

### Desserte
Slitu est desservie par des trains locaux en direction de Skøyen et de Rakkestad. 

### Intermodalités
Un parking, de 15 places, pour les véhicules et un parc à vélo y sont aménagés.